# 岐阜市立柳津小学校
岐阜市立柳津小学校（ぎふしりつ やないづしょうがっこう）は、岐阜県岐阜市柳津町丸野にある小学校。

## 沿革
柳津小学校の設立年は1960年9月30日である。これは旧来の柳津小学校と佐波小学校を統合し、新たに柳津小学校として開校した年である。ここでは旧来の柳津小学校を柳津小学校〈旧〉として記述する。
- 1873年（明治6年） - 羽栗郡柳津村に澤言義校が開校する。
- 1897年（明治30年）4月1日[1] - 羽栗郡と中島郡が合併して羽島郡となる。
- 1941年（昭和16年）4月1日 - 柳津国民学校に改称する。
- 1947年（昭和22年）4月1日 - 柳津村立柳津小学校〈旧〉に改称する。
- 1956年（昭和31年）9月26日 - 稲葉郡佐波村と羽島郡柳津村が合併し、羽島郡柳津町となる。これにより、柳津町立柳津小学校〈旧〉に改称する。
- 1960年（昭和35年）9月30日 - 柳津小学校〈旧〉と佐波小学校が統合され、柳津町立柳津小学校となる。
- 1962年（昭和37年） - 校歌制定。現在地に移転し、鉄筋コンクリート製の校舎（北舎）が新築される。
- 1971年（昭和46年） - 西舎が新築される。
- 1991年（平成3年） - 屋根つきプールが完成。
- 2006年（平成18年）1月1日 - 羽島郡柳津町が岐阜市に編入合併。岐阜市立柳津小学校に改称。
- 2008年（平成20年）3月17日 - 新築校舎完成（南、北舎の2棟が新築、西舎が昔の面影を残し耐震補強される）

## 通学区域
旧・羽島郡柳津町の全域に相当
- 柳津町石川蛙、柳津町梅松1-4丁目、柳津町蛙外、柳津町北塚1-5丁目、柳津町源葉南、柳津町栄町、柳津町佐波、柳津町仙右城、柳津町高桑、柳津町高桑堤外1-3丁目、柳津町西瀬外、柳津町蓮池1-6丁目、柳津町東瀬外、柳津町東塚1-5丁目、柳津町本郷1-5丁目、柳津町丸野1-5丁目、柳津町南塚1-5丁目、柳津町南塚北、柳津町宮東1-3丁目、柳津町桃木原、柳津町流通センター1-3丁目、柳津町渡シ場、柳津町小熊町東小熊字乾外、柳津町上佐波1-5丁目、柳津町上佐波西1-9丁目、柳津町上佐波東1-3丁目、柳津町下佐波1-8丁目、柳津町下佐波西1-3丁目、柳津町高桑1-5丁目、柳津町高桑西1-5丁目、柳津町高桑東1-3丁目[2]

## 進学先中学校
- 岐阜市立境川中学校

## 交通機関
- 岐阜バス

茜部三田洞線「カラフルタウン」バス停下車　徒歩5分
JR岐阜駅バスターミナル（岐阜駅北）4番のりば、名鉄岐阜のりば（名鉄岐阜駅西）2番のりばより「E76 カラフルタウン」行き
- 名古屋鉄道竹鼻線柳津駅より徒歩15分

## 出身者
- 原富太郎（明治時代の実業家。佐波学校出身）

## 周辺施設
- 岐阜県立羽島北高等学校
- 岐阜県立華陽フロンティア高等学校
- 岐阜聖徳学園大学
- 岐阜聖徳学園大学附属高等学校
- 岐阜聖徳学園大学附属中学校
- 岐阜聖徳学園大学附属小学校
- カラフルタウン岐阜
- イオン柳津店